# Jamides schatzi
Jamides schatzi är en fjärilsart som beskrevs av Johannes Karl Max Röber 1886. Jamides schatzi ingår i släktet Jamides och familjen juvelvingar. Inga underarter finns listade i Catalogue of Life.

## Bildgalleri

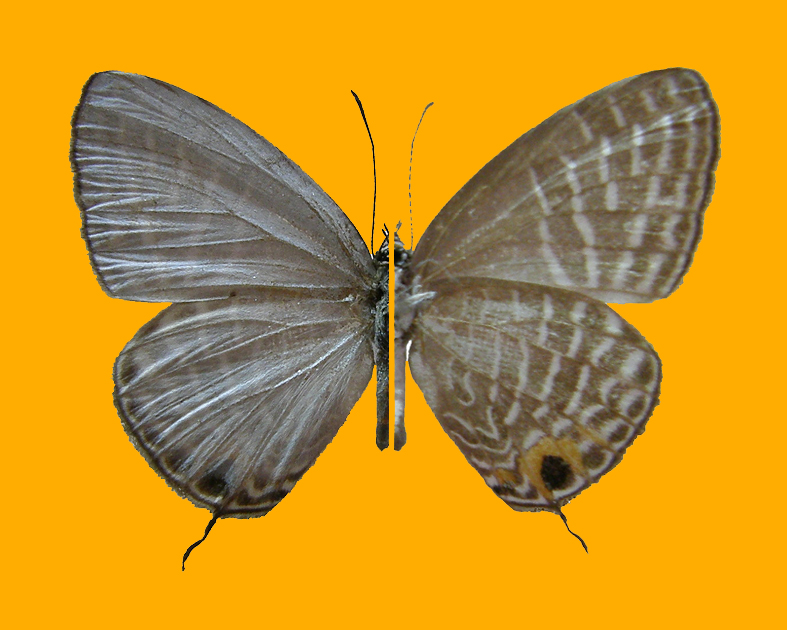
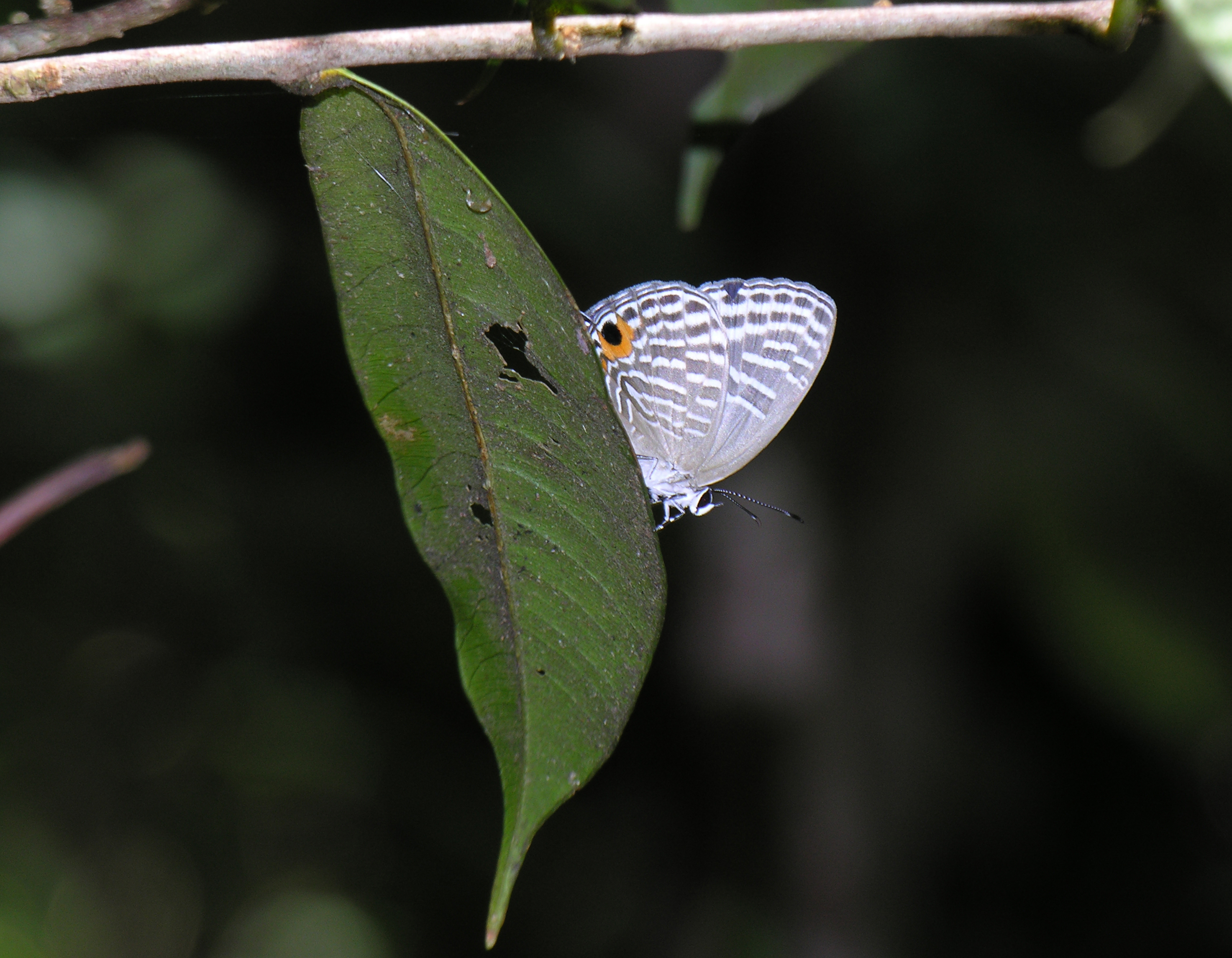
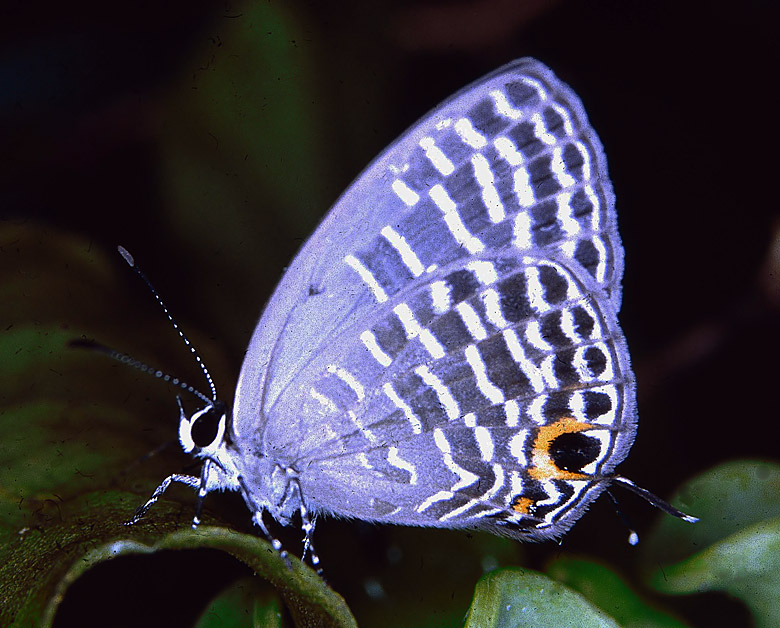
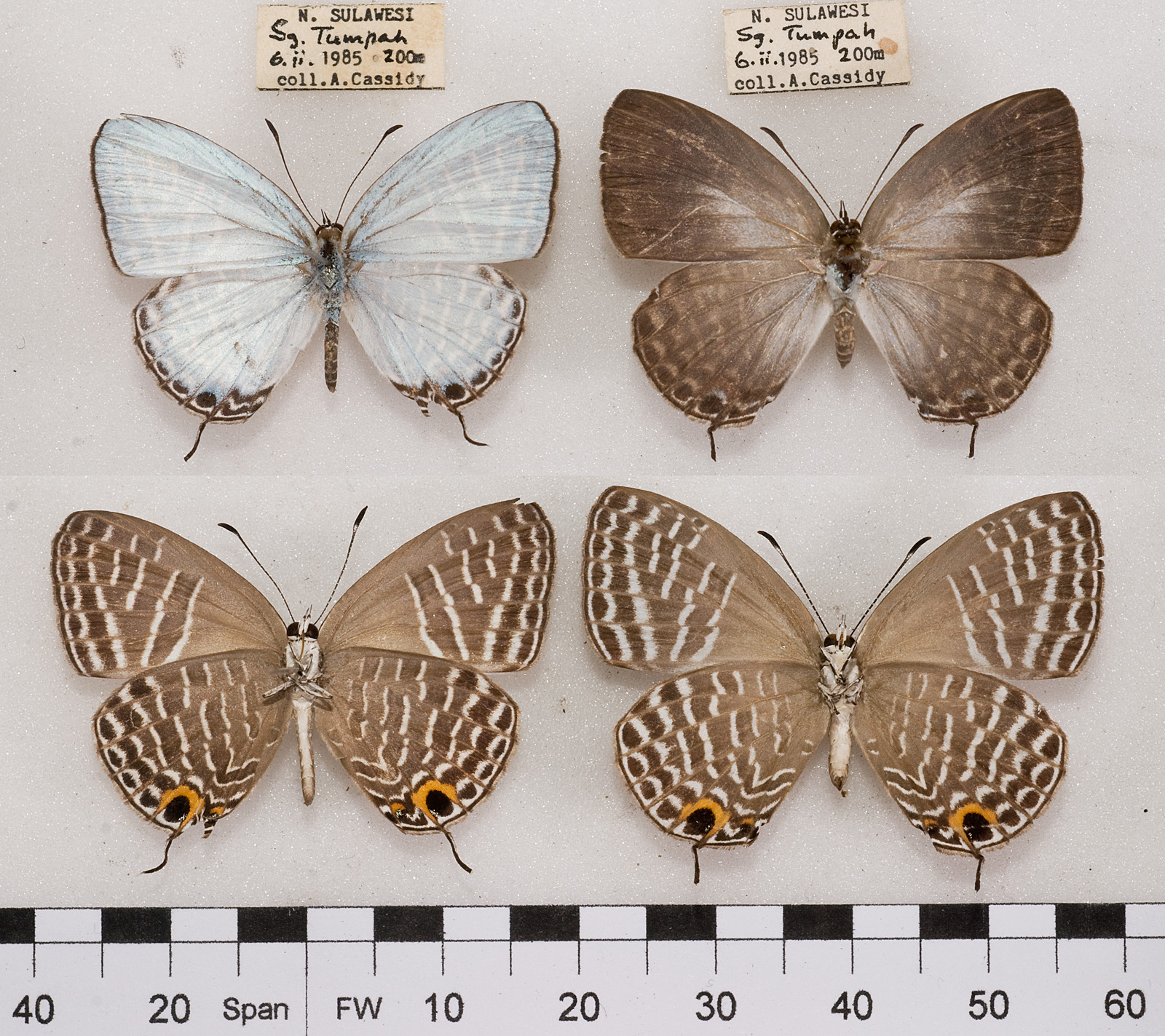
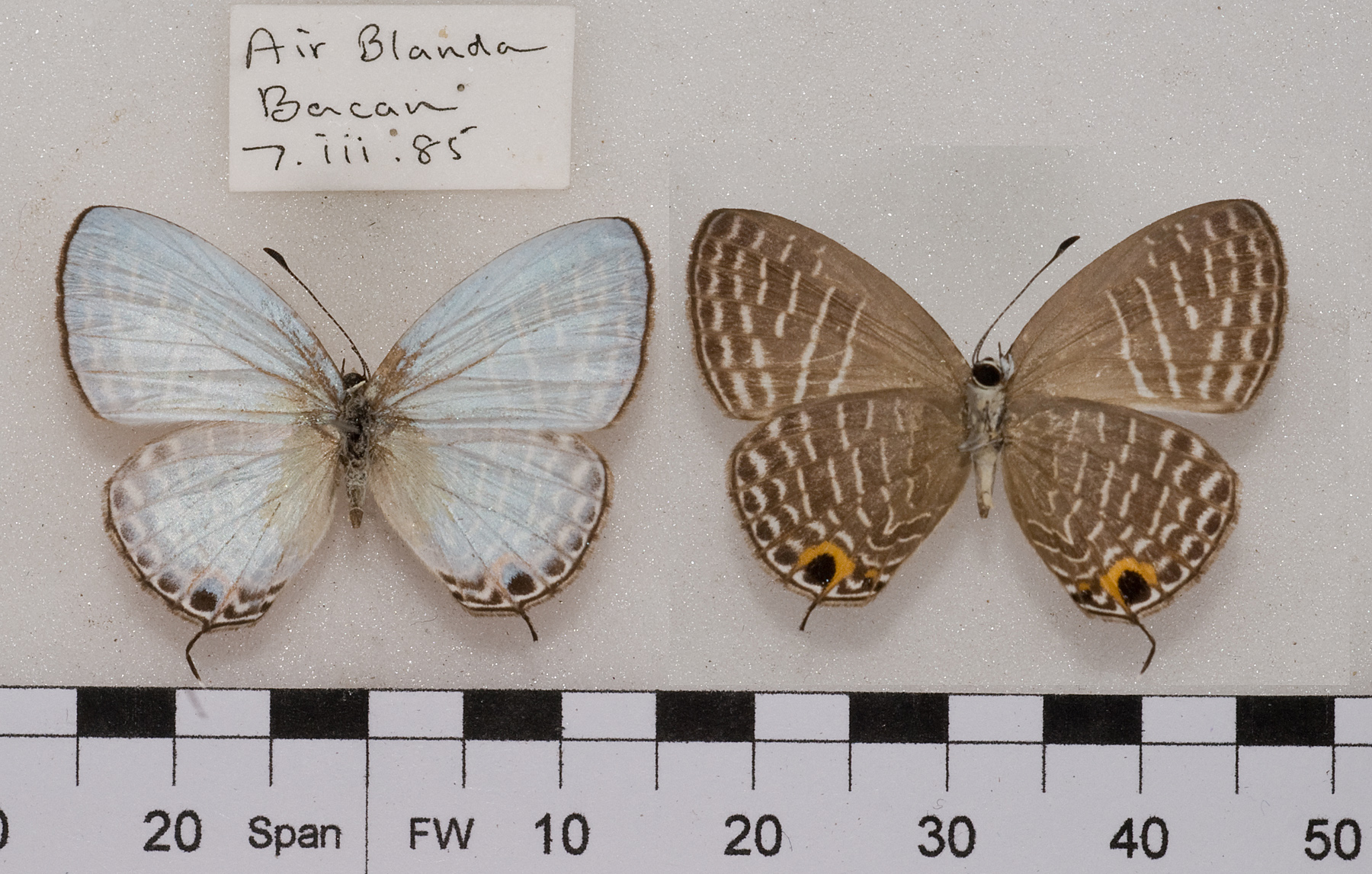